# Flaín Muñoz
Flaín Muñoz (fl. c. 975 - fallecido c. 1000), documentado en la Historia Roderici como Flaín Núñez, fue un conde de León, abuelo paterno del Cid y bisabuelo de su esposa Jimena Díaz. Aparece con la dignidad condal desde 995 y gobernó como tenente varias plazas en la comarca del alto Esla. Estuvo emparentado, como todo su linaje, con los condes de Cea, con cuyas mujeres la familia Flaínez solía casarse, de tal modo que fueron adquiriendo un notable patrimonio en estas comarcas.

## Entorno familiar
Hijo del conde Muño Flaínez y de su esposa Froiloba Bermúdez, aparece por primera vez en la documentación medieval en 975 en el monasterio familiar de Santa Coloma de Riba Rubia. Contrajo matrimonio en dos ocasiones: primero con su prima hermana Justa Fernández y seguramente antes de 991 con Justa Pépiz en segundas nupcias. Muño, Fernando y Pedro, esto es, los hijos varones con seguridad legítimos de Flaín Muñoz, pertenecieron al séquito de Alfonso V.
Es posible, según señala Alberto Montaner Frutos, que alguno de estos hijos (y otros más que quizá no se conozcan, como sugiere Margarita Torres) provengan de relaciones extramatrimoniales; entre ellos pudiera estar Diego Flaínez, el padre del Cid, lo que explicaría su alejamiento de la rama principal de los Flaínez y el haberse trasladado al valle del Ubierna en busca de fortuna, donde adquirió su patrimonio hacia 1054, comportamiento por otra parte usual en los segundones de los linajes nobiliarios. Este hecho podría también dar luz a la pérdida del patrimonio familiar que Margarita Torres señala en los haberes de Diego Flaínez. La estirpe de los Flaínez era todavía muy señalada en la segunda mitad del siglo XI, pues hermano o medio hermano del padre del Cid fue Fernando Flaínez, tenente de León desde 1028 a título de conde, dignidad que también ostentó su hijo Flaín Fernández, que se rebeló contra el rey Fernando I hacia 1060, lo que, en opinión de esta estudiosa, estaría en el origen de la postergación de la rama de Diego Flaínez y el Cid, su hijo. No obstante, lo cierto es que Rodrigo Díaz el Campeador entró desde muy joven al servicio del infante real, futuro Sancho II de Castilla, por lo que Montaner juzga poco verosímil que la revuelta de Flaín Fernández tuviera relación con la muy escasa presencia del padre del Cid en la documentación regia.
Flaín Muñoz falleció entre 995, última fecha en que aparece en la documentación, y antes de marzo de 1003, cuando su viuda Justa Pépiz hizo una donación al Monasterio de Sahagún por el alma de su marido.

## Descendencia
Con Justa Fernández de Cea, su prima hermana, hija del conde Fernando Bermúdez y hermana de la reina de Pamplona, Jimena Fernández, tuvo tres hijos, todos ellos primos hermanos del rey Sancho Garcés III de Pamplona:
- Muño Flaínez II,[10] mayordomo de Alfonso V de León en 1015.[1]
- Fernando Flaínez[10] (fl. c. 1015-fallecido hacia 1049),[1] conde y tenente de las Torres de León,[9], contrajo matrimonio con Elvira Peláez, hija del conde Pelayo Rodríguez y Gotina Fernández de Cea, también hermana de Justa y de la reina Jimena de Pamplona.[11] Fueron los abuelos paternos de Jimena Díaz.
- Elvira Flaínez[1][10]

Quizá fuera del matrimonio (pues no aparece entre la nómina de sus hijos en un diploma de 1009) tuvo a:
- Diego Flaínez, muerto c. 1058, padre del Cid.

A partir de 991, aparece ya casado con Justa Pépiz con quien engendró dos hijos:
- Pedro Flaínez (muerto c. 1069), aparece casado con Brunilda en 1006, y titulado conde desde 1014. De este matrimonio vienen el linaje de Froilaz, señores de Cifuentes.[1]
- Marina Flaínez, fallecida antes de julio de 1009.[1]